# Tobias Furneaux

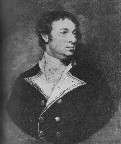
Tobias Furneaux

Tobias Furneaux (ur. 21 sierpnia 1735, zm. 19 września 1781) – angielski nawigator i oficer Royal Navy, który towarzyszył Jamesowi Cookowi w jego drugiej podróży badawczej. Był pierwszym człowiekiem który opłynął świat w obu kierunkach.